# Cosmic Love (canción)
«Cosmic Love» es una canción de la banda de rock indie británica Florence and the Machine publicada como último sencillo de su primer álbum de estudio, Lungs. La canción fue escrita por Florence Welch, en colaboración con Isabella Summers, y producida por Paul Epworth.

## Grabación
La cantante Florence Welch explicó que Cosmic Love era, originalmente, un "título de broma". Añadió que "es la vez que más resaca he tenido al componer una canción. Fui al estudio [de Isabella Summers] después de haber estado en una fiesta, y estaba tirada en el suelo con ganas de vomitar. Estábamos trabajando muy duro en una canción y tratando de hacer que esta parte de piano de mierda funcionara, y de repente di con una nota, y lo había conseguido. Escribimos toda la canción en diez minutos". Welch explicó a The Sunday Times que se trata de una canción sobre cómo estar enamorado significa "entregarse a la oscuridad, a la ceguera".

## Recepción de la crítica
Cosmic Love ha recibido numerosos elogios de la crítica musical, que la considera la mejor canción del álbum. Pitchfork afirma que la canción es "audazmente enorme" y uno de los mejores temas del álbum, junto con Blinding.

## Lanzamiento
Cosmic Love debutó en la lista de singles del Reino Unido en el número 162 el 26 de junio de 2010, antes de subir al número 116 la semana siguiente. El 11 de julio de 2010, tras el lanzamiento físico del single, se disparó al Top 100 en el número 51, dando a Florence su séptimo éxito en el Top 100 del álbum Lungs. Cosmic Love es el segundo sencillo menos exitoso de Florence en las listas británicas, por detrás de Drumming Song, junto con Kiss with a Fist, que también alcanzó el número 51. Por el contrario, la canción es la de mayor éxito de Florence and the Machine en Irlanda, ya que gracias a las elevadas ventas digitales alcanzó el número 3, casi un año antes de su lanzamiento físico, después de que apareciera en un anuncio para el O2 de Dublín.

## Videoclip y uso en medios
El 24 de marzo de 2010 se rodó un vídeo musical promocional. Mairead Nash, mánager de Welch, lo describió como "increíble". El vídeo se estrenó en la web oficial del grupo el 11 de mayo de 2010.

### Sinopsis
El vídeo comienza con la imagen de una bombilla parpadeando. A continuación se ve a Florence Welch caminando entre unos árboles con hojas otoñales, y una luz le cae en el ojo, haciéndola gritar. A continuación, el vídeo muestra a Welch tumbada en el suelo, vestida de negro, en una habitación con espejos y luces de distintos colores a su alrededor. Después se levanta y baila en la habitación. El vídeo vuelve a mostrar a Florence caminando entre las hojas otoñales, con luces azules, verdes y moradas que la iluminan, y parece perdida mientras observa su entorno. La escena de Welch en la habitación iluminada cambia a una luz más oscura y su atuendo se transforma en un vestido blanco con luces. Más adelante en la canción, durante esta escena, se ven hojas que la rodean mientras baila. El vídeo termina con Welch sacando la luz del interior de su pecho y lanzándola al aire, que flota hasta la bombilla con la que empezó el vídeo.

### En otros medios
En 2013, el rapero estadounidense Sikai y XV samplearon Cosmic Love para la canción Falling Star. La canción también fue sampleada en el mismo año por el rapero estadounidense Marcus Orelias para la canción Rebel of the Underground y en 2014 por el rapero, MZ en la canción Lune De Fiel con el rapero francés Marlo.

## Posición en listas
| Listas (2009-2010)                | Posición más alta |
| --------------------------------- | ----------------- |
| Bélgica (Ultratop 50 - Flandes)   | 3                 |
| Escocia (Official Charts Company) | 60                |
| Irlanda (IRMA)                    | 3                 |
| Reino Unido (UK Singles Chart)    | 51                |